# Islamforskning
Islamforskning, islamiske studier, islamstudier og islamologi er betegnelser for det videnskabelige studium af islam. Hermed tænkes primært på den sekulært orienterede forskning indenfor den vestlige akademiske tradition, der forsøger at studere religionen og dens forhold til det omgivende samfund fra et objektivt og religiøst neutralt synspunkt. Undertiden bruges "islamiske studier" eller islamstudier også om islams egen tradition for studier og erhvervelsen af religiøs viden, især som praktiseret af ulama, hvis formål det er at styrke muslimernes tro.

## Oversigt
I en muslimsk kontekst er islamiske studier fællesbetegnelsen for de islamiske videnskaber ('Ulum al-din). Det omfatter alle de traditionelle former for religiøs islamisk tankegang som kalam (islamisk teologi) og fiqh (islamisk jura), men også områder, som normalt opfattes som sekulære i vesten som islamisk naturvidenskab og islamisk økonomi.
I en ikke-muslimsk sammenhæng henfører islamiske studier normalt til det historiske studium af islam: islamisk kultur, islams historie og historiografi, islamisk ret, islamisk teologi og islamisk filosofi. Akademikere fra forskellige fagområder deltager og udveksler viden om islamiske samfund i fortid og nutid, selvom vestlig akademisk islamforskning i mange henseender er et selvstændigt område. Forskere indenfor området anvender metoder, der er taget fra adskillige hjælpediscipliner lige fra bibelstudier og klassisk filologi til moderne historie, retshistorie og sociologi. Et nyligt delområde, især siden 11. september 2001, er samfundsvidenskabelige forskeres studium af nutidige islamiske grupper og bevægelser.
Forskere indenfor akademiske islamiske studier omtales ofte, ikke mindst i udlandet, som "islamicister", og disciplinen har traditionelt udgjort størstedelen af det, der tidligere blev kaldt orientalske studier. Endnu i dag uddeler nogle af de mere traditionsrige vestlige universiteter stadig universitetsgrader i arabisk og islamiske studier under navnet "Orientalske studier". Det er f.eks. tilfældet på University of Oxford, hvor der er blevet undervist i klassisk arabisk og islamiske studier så tidligt som i det 16. århundrede, oprindelig især som en teologisk underdisciplin. Denne sammenhæng gav den tidlige islamforskning sin bibelhistorie-agtige karakter og var også en konsekvens af, at studiet i lang tid var drevet af gejstlige, hvis primære formål var at tilbagevise de islamiske synspunkter. Trods områdets nu normalt sekulære akademiske tilgang har mange ikke-muslimske islamforskere skrevet værker, som i stort omfang læses af muslimer, mens et stigende antal muslimsk-fødte forskere i de seneste årtier har uddannet sig som akademiske islamforskere ved vestlige universiteter.
Mange førende universiteter i Europa og USA tilbyder akademiske uddannelse på både bachelor- og ph.d.-niveau i islamiske studier, hvor studenterne også kan lære arabisk og derfor begynde at læse islamiske tekster på originalsproget.

## Islamforskning i Danmark

### Før 1900
Forskning i arabisk sprog og kultur, herunder islam, har en flerhundredårig tradition i Danmark. Efter reformationen i 1537 kom der større fokus på Det Gamle Testamentes hovedsprog hebræisk, og dermed blev hebræiskstudier og i videre række det semitiske en vigtig del af bibelkundskaberne. Teologiprofessor (og siden titulær ærkebiskop) Hans Svane underviste i syrisk og arabisk på Københavns Universitet indtil 1546, hvor undervisningen blev nedlagt, fordi sprogene blev erklæret unyttige for undervisningen. I løbet af 1700-tallet ændrede synet på arabisk sprog og kultur sig fra at være en teologisk hjælpedisciplin til et fag i egen ret. Undervisningen i aramæisk, syrisk, samaritansk og arabisk ved universitetet blev genoptaget af teologen Marcus Wøldike, og med den tyskfødte Johan Christian Kall, der 1738 blev professor i orientalske sprog, blev der påbegyndt undervisning i Koranen, dog primært med det formål at påvise “ugudeligheder” i muslimernes bog. Jacob Georg Christian Adler var den første, der anvendte Koranen og tekster om islamisk historie som elementer i et egentligt akademisk arbejde, og hans yngre samtidige Jens Lassen Rasmussen både forelæste om Koranen og skrev om vikingernes engagementer i den islamiske verden, ligesom han i 1817 udgav et værk om den præ-islamiske periode, baseret på muslimske historikeres værker. Teologen og frihedskæmperen Jacob Jacobsen Dampe skrev i 1812 den første afhandling i Danmark indenfor Koranforskningen med en monografi på 67 sider om Koranens etik (dog forfattet på latin).

### 1900-2000
Tre professorer satte et markant udtryk på det, der i tidens ånd kaldtes orientalistik, i 1900-tallets første halvdel: Den første var Frants Buhl, der i 1898 blev professor i semitisk-østerlandsk filologi ved Københavns Universitet. Buhl skrev en banebrydende metodisk afhandling Muhammeds Liv. Med en Indledning om Forholdene i Arabien før Muhammeds Optræden i 1903, og hans værk fra 1924 Muhammeds religiøse Forkyndelse efter Qurânen er blevet betegnet som "sin tids mest grundige og forskningsmæssigt opdaterede danske monografi om Koranen". Den anden var Johannes Pedersen, der i 1922 overtog Buhls professorat i semitisk-østerlandsk filologi og sad i denne stilling til 1950. Johannes Pedersen er blevet karakteriseret som den uden sammenligning mest betydningsfulde danske islamforsker overhovedet. Den tredje var filologen Johannes Østrup, der i 1918 fik et ekstraordinært professorat i islamisk kultur. Østrup var en farverig personlighed, der bl.a var kendt for, at han i forbindelse med et ophold i Mellemøsten i 1893 red 4500 km på en araberhingst inklusive rejsen tilbage til Danmark.
At Danmark deltog aktivt i det internationale forskningsarbejde i 1900-tallets begyndelse gav sig bl.a. udslag i, at man i 1908 afholdt en verdensomspændende orientalistkongres i København.
I midten af 1980’erne finansierede Statens Humanistiske Forskningsråd initiativet "Islam i Nutiden", der støttede en række forskningsprojekter om islam og muslimer i Danmark. Jørgen Bæk Simonsen gennemførte således en kortlægning af islams institutionelle etablering i Danmark med afhandlingen Islam i Danmark: Muslimske In-stitutioner i Danmark 1970-1989, der udkom i 1990.

### Efter 2000
Indtil omkring årtusindskiftet var fagfeltet præget meget dels af religion, dels af filologisk arabiske studier. I 2004 blev imidlertid en række forskellige afdelinger på humaniora ved Københavns Universitet slået sammen til Institut for Tværkulturelle og Regionale Studier (TORS) og i den følgende tid blev islamforskningen bredere forankret både tværregionalt og tværdisciplinært. I 2008-13 var der ved Københavns Universitet en større islamsatsning, der resulterede i to midlertidige forskningscentre, nemlig Center for Europæisk Islamisk Tænkning ledet af Jørgen Schøler Nielsen, og Center for den Nye Islamiske Offentlighed, ledet af Jakob Skovgaard-Petersen. Det første center arbejdede med at afsøge og forstå islamisk religiøs tænkning i både islamisk og europæisk kontekst, mens CNIO arbejdede med muslimers anvendelse af medier og islams nye offentlige fremtræden. Også yngre forskere som Joshua Sabih og Saer El-Jaichi har ydet forskningsbidrag indenfor emnet i de senere år, bl.a. med udgivelsen af I Averröes’ fodspor: samtalen mellem religion og filosofi, en kommenteret oversættelse af middelalderens nok vigtigste arabiske filosof Averroës’ berømte skrift "Den afgørende diskurs" (Fasl al-Maqāl) om filosofiens og den kritiske fornufts forhold til og forudsætning for tro.
Fra 2004 har det desuden været muligt ved Københavns Universitet at tage en kandidatuddannelse i Islamiske Studier, hvor studenterne modtager undervisning i en række emner indenfor islamisk teologi, jura, mystik, historie, sociologi, politik, filosofi og kritisk tænkning i såvel muslimske majoritets- som minoritetssamfund med hovedvægten på det 20. og 21. århundrede. Et vigtigt fokus i undervisningen har i mange år været moderne arabisk-islamisk filosofi og religionskritik samt orientalisme og orientalismekritik. Uddannelsens formål er at uddanne humanistiske kandidater, der har en professionel og videnskabeligt baseret kompetence i islamiske forhold på et højt niveau.
Også ved Aarhus Universitet, Syddansk Universitet og Roskilde Universitet er der i de seneste årtier bedrevet islamforskning med forskellige emneområder. Blandt øvrige danske islamforskere kan nævnes Brian Arly Jacobsen, Lene Kühle, Garbi Schmidt, Thomas Hoffmann, Niels Valdemar Vinding, Jesper Petersen og professor emeritus ved Aarhus Universitet Mehdi Mozaffari.
I 2005 blev Forum for Islamforskning (FIFO) stiftet som et dansk knudepunkt for forskere og studerende, der beskæftiger sig med islam og muslimer. FIFO udgiver årligt det fagfællebedømte Tidsskrift for Islamforskning, der giver den bredere offentlighed mulighed for at få indblik i den aktuelle islamforskning i Danmark.